# Mariano Gabriele

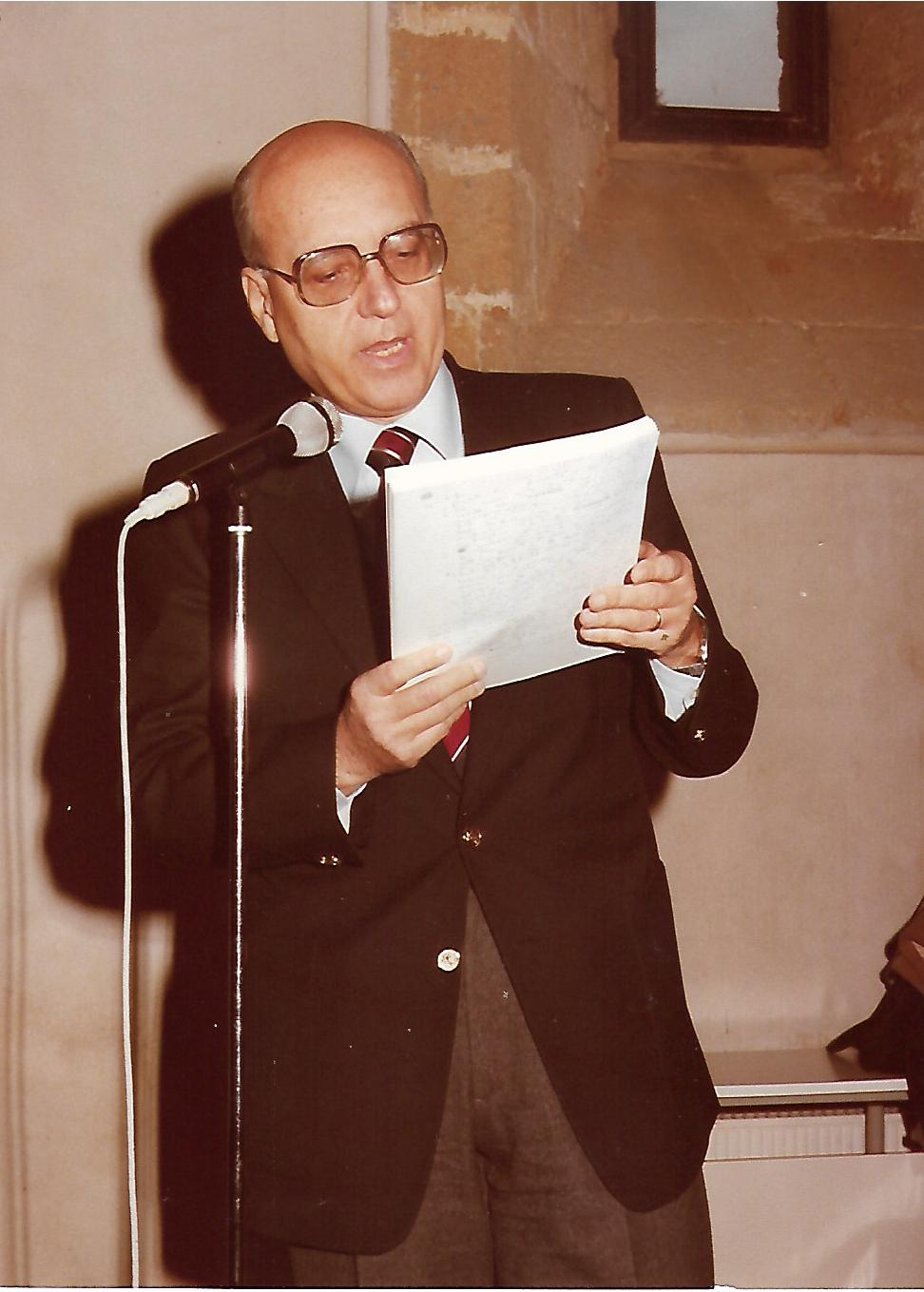
Foto di Mariano Gabriele

Mariano Gabriele (Roma, 27 dicembre 1927 – Sabaudia, 7 agosto 2022) è stato uno storico italiano.

## Biografia
Laureato in storia moderna, fu autore di volumi, saggi e articoli di carattere storico-militare, e in particolare di storia e politica navale. Direttore Generale presso il Ministero del bilancio e della programmazione economica dal 1967 al 1995, libero docente di storia del Risorgimento e poi professore incaricato, insegnò storia e politica navale presso l'Istituto Universitario Navale di Napoli (1960-1969) e storia e politica navale e storia contemporanea presso l'Università La Sapienza di Roma (1960-1985), nonché storia moderna presso l'università Gabriele D'Annunzio di Chieti (1968-70).
Fu membro per molti anni del Comitato di Politica Economica della CEE (Commissione Economica Europea) e capo-delegazione aIl'ONU, alla NATO e al Consiglio d'Europa. Consulente per la storia dello Stato Maggiore della Marina e della Commissione Italiana di Storia Militare, collaborò con gli Uffici Storici dell'Esercito e della Marina. Fu vicepresidente, dal 2008 presidente e dal 2010 presidente onorario della Società Italiana di Storia Militare. Presiedeva insieme a Wolfgang Schieder la Commissione storica italo-tedesca, istituita nel 2008 in occasione del Vertice bilaterale tenutosi a Trieste, con il mandato di un approfondimento comune sul passato di guerra italo-tedesco; il Rapporto finale della Commissione è stato pubblicato nel 2012. Fu membro dei comitati scientifici di riviste, tra cui la Rivista Marittima e il Bollettino d'Archivio dell'Ufficio storico della Marina Militare, nonché della collana "Fvcina di Marte" (Aracne editrice).

## Opere principali

### Monografie
- La politica navale italiana dall'Unità alla vigilia di Lissa, Milano, Giuffrè, 1958;
- Per una storia del concordato del 1801 tra Napoleone e Pio VII, Milano, Giuffrè, 1958;
- Da Marsala allo Stretto, Milano, Giuffrè, 1961 (Rist. col titolo Sicilia 1860. Da Marsala allo Stretto, Roma, USMM, 1999);
- Panlibhonco e N.A.T.O., Milano, Giuffrè, 1961;
- L'industria armatoriale nei territori dello Stato Pontificio dal 1815 al 1880, Roma, Archivio Economico dell'Unificazione Italiana, 1961, Serie I, vol. XI, fasc. 3;
- L'industria delle costruzioni navali nei territori dello Stato Pontificio dal 1815 al 1880, Roma, Archivio Economico dell'Unificazione Italiana, 1961, Serie I, vol. XI, fasc. 4;
- Il carteggio Antonelli-Sacconi (1858 - 1860), Roma, Istituto per la Storia del Risorgimento Italiano, 1962 (2 voll);
- Sulla rotta del portatore di Dio, Roma, Edindustria, 1962;
- I porti dello Stato Pontificio dal 1815 al 1880, Roma, Archivio Economico dell'Unificazione Italiana, 1963, Serie I, vol. XII, fasc. 2;
- Le Convenzioni navali della Triplice, Roma, USMM, 1969;
- La flotta come strumento di politica nei primi decenni dello Stato unitario italiano (con Giuliano Friz), Roma, USMM, 1973.
- La politica navale italiana dal 1885 al 1915 (con Giuliano Friz), Roma, USMM, 1982.
- La forza di spedizione brasiliana (F. E. B.) nella Campagna d'Italia (Settembre 1944 - Aprile 1945), in Studi Storico-militari 1985, Roma, USMME, 1986, pp. 403–554.
- Operazione C3: Malta, Roma, USMM, 1990.
- Sicilia 1860. Da Marsala allo Stretto, Roma, USMM, 1991.
- Le memorie dell'Ammiraglio De Courten, Roma, USMM, 1993.
- Marina e diplomazia a metà Ottocento, supplemento “Rivista Marittima”, CXXIX, 5, maggio 1996.
- Romeo Bernotti, Il pensiero strategico, a cura di M. Gabriele, Roma, Forum di Relazioni Internazionali, 1997.
- La Marina nella guerra italo-turca (1911-1912), Roma, USMM, 1998.
- Benedetto Brin, Roma, USMM, 1998.
- La prima Marina d'Italia (1960-1966), Roma, USMM, 1999.
- Augusto Riboty, Roma, USMM, 1999.
- Ferdinando Acton, Roma, USMM, 2000.
- Guglielmo Acton, Roma, USMM, 2001.
- Simone Pacoret de Saint Bon, Roma, USMM, 2002.
- Giovanni Bettòlo, Roma, USMM, 2004.
- La frontiera nord-occidentale dall'Unità alla Grande Guerra. Piani e studi operativi italiani verso la Francia durante la Triplice Alleanza, Roma, USSME, 2006.
- Giuseppe Bruno Bajoni, marinaio. Note di guerra e di pace, supplemento “Giornale di Medicina Militare”, n. 258, luglio-settembre 2008.
- Gli Alleati in Italia durante la prima guerra mondiale (1917-1918), Roma, USSME, 2008.

### Articoli e saggi
- Alcune considerazioni sui caratteri demografici della Sicilia in base alle risultanze dei censimenti eseguiti dal 1901 al 1951, Rivista Italiana di Economia, Demografia e Statistica, VIII, 1954, pp. 3–17.
- Contributo alla storia dei porti della Riviera dei Fiori, Rivista Italiana di Economia, Demografia e Statistica, XII, 1958, pp. 3–32.
- La politica navale dei Fenici, Rivista Marittima, (indicata in seguito con RM), XCI, luglio 1958, pp. 3–22.
- L’’affondamento della “Viribus Unitis”, Nuova Antologia, n. 1895, novembre 1958, pp. 379–88.
- Il rinnovo delle convenzioni marittime, Rassegna Parlamentare, I, 7, luglio 1959, pp. 33– 45.
- Per una politica dell’aviazione civile, Rassegna Parlamentare, I, 12 dicembre 1959, pp. 124–46.
- Bandiere di convenienza e la NATO, RM, XCIII, aprile 1960, pp. 51–60.
- La seconda guerra dell’Indipendenza sul mare, Nuova Antologia n. 1909, gennaio 1960, pp. 85–100.
- Lo sbarco a Marsala, Nuova Antologia, n. 1912, giugno 1960, pp. 155–68.
- La Sicilia e il Mediterraneo nel 1860, Il Veltro, n. 8-9, agosto-settembre 1960, pp. 3–17.
- Ancora sul rinnovo delle convenzioni marittime, Rassegna Parlamentare, II, 10, ottobre 1960, pp. 1651–666.
- Il porto di Genova e la seconda guerra dell’Indipendenza italiana, Annali dell’istituto Universitario Navale di Napoli, XXX, 1961, pp. 3–23.
- Testimonianze britanniche sull’andamento del commercio e della navigazione marittima alla vigilia dell’Unità, Annali dell’istituto Universitario Navale di Napoli, XXX, 1961, pp. 3–9.
- Per una politica di facilitazioni marittime, Vita sul Mare, 1962, 4, pp. 3–8.
- Il passo dell’uscio, Civiltà dello Spazio. 6, novembre-dicembre 1964, pp. 19–25.
- Per l’impiego bellico della Marina mercantile, RM, XCVII, marzo 1964.
- La pesca nello Stato Pontificio nel secolo XIX, Rivista della Pesca, IV, 1, gennaio-marzo 1965, pp. 3–26.
- La convenzione navale italo-franco-britannica del 10 maggio 1915, Nuova Antologia, nn. 1972-1973, aprile-maggio 1965, pp. 1–35.
- La politica navale italiana alla vigilia del primo conflitto mondiale, Rivista Marittima, XCVII, maggio 1965, pp. 15–32.
- Origini della Convenzione navale italo-austro-germanica del 1913, Rassegna di Storia del Risorgimento, LII, 3-4, luglio-dicembre 1965, pp. 1–41.
- Lo sviluppo della marina mercantile italiana, Il Veltro, IX, 1965, pp. 327–48.
- Il problema dei cantieri navali alla fine del 1962, Studi in onore di Gaetano Serino, Napoli, Istituto Universitario Navale, 1966, pp. 173–218.
- La marina militare alla riconquista di Palermo (settembre 1866), Quaderni del Meridione, IV, 16, ottobre-dicembre 1966, pp. 439–59.
- L’armamento italiano sulle rotte atlantiche nel secolo XIX (1800-1860), relazione al Congresso Internazionale sulle rotte atlantiche del 1966, Anuario de Estudios Americanos, Sevilla, Escuela de Estudios Americanos, Tomo XXV, 1968, pp. 295–324.(ristampato col titolo L’armamento italiano sulle rotte atlantiche dal 1800 al 1860, Storia e Politica, VI, ottobre-dicembre 1967, pp. 668–88).
- Il problema cantieristico italiano, Mare, II, 5, maggio 1967, pp. 21–26.
- La nuova politica cantieristica italiana, RM, C, dicembre 1967, pp. 5–13.
- Su un progetto di spedizione navale italiana contro il Brasile nell’anno 1896, Storia e Politica, VI, 2, aprile-giugno 1967, pp. 329–44.
- La politica portuale italiana, RM, CII, gennaio 1969,pp. 49–56.
- La guerra dei convogli tra l’Italia e l’Africa del Nord, Cultura e Scuola, n. 29, gennaiomarzo 1969, pp. 35–91.
- L’opera della Marina, 1915-1918. L’Italia nella Grande Guerra, Roma, Presidenza del Consiglio dei ministri, 1970, pp. 199–228.
- Italian Civil Aviation Prospects and Problems, Review of the Economic Conditions in Italy, XXVI, 6, novembre 1972, pp. 455–71.
- Rapporti fra programmi di politica economica a medio termine della CEE e programmazione nazionale, “Incontri” Confindustria 1973, 3, pp. 43–63.
- Problemi e prospettive economiche dell’aviazione civile italiana, Trasporti, 1973, 1, pp. 61– 81.
- I grandi porti italiani del secolo XIX, Les Grandes Escales, Paris, Recueils de la Société Jean Bodin, 1974, Tome 34, III, pp. 55–72.
- Finanza e Programmazione, Rassegna parlamentare, XVII, luglio-settembre 1975, pp. 311– 14.
- L’occupazione derivante dall’aviazione civile in Italia, Trasporti, 1975, 6, pp. 55–71.
- L’uso politico della forza militare nel Mediterraneo, RM, CXI, giugno 1978, pp. 27–33.
- Mar Arabico, Oceano Indiano e Mediterraneo, RM, CXI, novembre 1978, pp. 15–23.
- Mediterraneo (1945-1953), Rivista di Studi Politici Internazionali, XLVI, 1, gennaio-marzo 1979, pp. 25–48.
- Mediterraneo anni ottanta, RM, CXII, febbraio 1979, pp. 13–19.
- Asia alla ribalta: le lezioni di una lezione, Rivista Militare, CII, 2, marzo-aprile 1979, pp. 9– 13.
- La circumnavigazione della pirocorvetta “Magenta”, RM, CXII, agosto-settembre 1979, pp. 137–49.
- Una Divisione brasiliana nella campagna d’Italia, Rivista Militare, CII, settembre-ottobre 1979, pp. 101–07.
- Il Pacifico. Scacchiere in evoluzione, RM, CXII, ottobre 1979, pp. 13–19.
- Il Mediterraneo dalla fine della guerra alla morte di Stalin, RM, CXIII, luglio 1980, pp. 9– 18.
- Leggi navali e sviluppo della Marina, RM, CXIV, luglio 1981, pp. 69–82, agosto-settembre, pp. 13–32.
- Garibaldi marinaio, Atti del LI Congresso di Storia del Risorgimento Italiano (Genova, 10- 13 novembre 1982), Roma, Istituto per la Storia del Risorgimento Italiano, 1983, pp. 165– 92.
- 1939: vigilia di guerra nel Mediterraneo, RM, CXVII, luglio 1984, pp. 17–40.
- L’Italia nel Mediterraneo tra tedeschi e alleati, RM, CXVII, dicembre 1984, pp. 19–36.
- Il piano agricolo nazionale, Rassegna Parlamentare, XXVIII, aprile-giugno l986, pp. 169– 84.
- Mediterraneo 1935-36. La situazione militare marittima nella visione britannica, “RM”, CXIX, maggio 1986, pp. 21–36.
- La Força Expeditionaria Brasileira (FEB) sulla linea Gotica (1944-1945), “Linea Gotica 1944”, Milano, FrancoAngeli, 1986, pp. 81–110.
- Una voce degli anni venti nel dibattito sulle portaerei, RM, CXXXI, maggio 1988, pp. 11– 18.
- I piani della Marina francese contro l’Italia nel 1939, Bollettino d’Archivio dell’Ufficio Storico della Marina Militare (indicato in seguito con BAM), IV, 3, settembre 1988, pp. 175–206.
- L’operazione “Vado”(14 giugno 1940), RM, CXXI, novembre 1988, pp. 77–91.
- C.I.P.E. e altri Comitati, Rassegna Parlamentare, XXXI, gennaio-giugno 1989, pp. 83–98.
- Taranto e la Marina Militare, Esercito e Città dall’Unità agli anni Trenta, Perugia, Deputazione di Storia Patria per l’Umbria, 1989, pp. 1173–192.
- La Marina italiana in Corsica dopo l’armistizio dell’8 settembre 1943, RM, CXXII, ottobre 1989, pp. 89–100.
- La Marina e la politica coloniale italiana, “BAM”, IV, marzo 1990, pp. 71–94.
- La Marine italienne dans la bataille navale de Bastia, Kyrn Magazine, n. 311, 22-28 giugno 1990, pp. 12–19.
- La Marina e la politica navale in Adriatico dal 1875 al 1878, “BAM”, V, giugno 1991, pp. 129–60.
- L’offensiva su Malta, “BAM”, V, dicembre 1991, pp. 133–41.
- L’affondamento della “Viribus Unitis”, RM, CXXIV, giugno 1991, pp. 97-109.
- Le origini e i mezzi d’assalto nella prima guerra mondiale, Uomini della Marina Militare (Atti Convegno La Spezia (giugno 1991), a cura di * G. Giorgerini, Milano, M.M.- Scrittori e giornalisti del mare, 1992, pp. 25–38.
- L’industria degli armamenti e lo sviluppo economico europeo nel periodo 1870-1939, RM, CXXV, febbraio 1992, pp. 97-100.
- Il pirata Morato Arraez a Lanzarote, “RM”, CXXVI, maggio 1992, pp. 79–95.
- La Regia Marina alla riconquista di Palermo, “BAM”, VI, settembre 1992, pp. 7–28.
- L’operazione C 3 (1942), “BAM”, VI, dicembre 1992, pp. 283–98.
- L'offensiva su Malta, in. H. Rainero e A. Biagini (cur.), L'Italia in guerra. Il 2º anno. 1941, Commissione Italiana di Storia Militare, 1992, pp. 435–50.
- L'operazione C 3, in R.H. Rainero e A. Biagini (cur.), L'Italia in guerra. Il 3º anno. 1942, in, Roma, Commissione Italiana di Storia Militare, 1993, pp. 409–34.
- Prima e dopo Suez, “RM”, CXXVI, maggio 1993, pp. 79–95.
- Le premesse, La battaglia dei convogli”, Atti del Convegno di Napoli 22 maggio 1993, Supplemento “BAM”, VII, giugno 1993, pp. 14–25.
- Il 1943 nelle ‘Memorie’ dell’Ammiraglio de Courten, “BAM”, VII, settembre 1993, pp. 51– 79.
- Le rotte che cambiarono il mondo, RM, CXXVII, gennaio 1994, pp. 69–83 e febbraio, pp. 97–115.
- Il potere marittimo nella prima e nella seconda guerra mondiale, “BAM”, IX, settembre 1995, pp. 37–45.
- La Marina nella crisi di Aspromonte, “BAM”, IX, dicembre 1995, pp. 9–24.
- Aspetti politici dall’armistizio alla cobelligeranza, La Marina nella guerra di Liberazione e nella Resistenza (Atti Convegno Venezia 28-29 aprile 1995), Roma, Ufficio Storico della Marina Militare, 1996, pp. 27–42.
- Riboty nella campagna del 1866. Il Giornale della corazzata “Re di Portogallo”, “BAM”, X, settembre 1996, pp. 9–75.
- L’offensiva fantasma, RM, CXXIX, giugno 1996, pp. 79–92.
- La Marina Militare, le esplorazioni geografiche e la penetrazione coloniale, Fonti e problemi della politica coloniale italiana”, Roma, Ministero dei Beni culturali –Ufficio Centrale Beni archivistici, 1996, II, pp. 1076-111
- La Marina italiana nel Mar Rosso durante il conflitto italo-turco (1911-1912), “BAM”, XI, giugno 1997, pp. 7–33.
- Commento a Romeo Bernotti, Il pensiero strategico, a cura di M. Gabriele, Roma, Forum di Relazioni Internazionali, 1997, pp. 13–46.
- “Il Dodecaneso nel trattato di pace con l'Italia”, in R. H. Rainero e G. Manzari (cur.), L'Italia del dopoguerra. Il Trattato di pace con l'Italia, Roma, Commissione Italiana di Storia Militare, 1998, pp. 127–37.
- Il primo Risorgimento nel segno del Tricolore, “Capisaldi Tricolore”, Roma, Istrid, 1998, pp. 13–37.
- Dalla Monarchia alla Repubblica, “Repubblica e Difesa”, Roma, Istrid, 1998, pp. 51–66.
- L’occupazione di Beilul e di Massaua (con documenti inediti della corrispondenza di Benedetto Brin), “BAM”, XII, marzo 1998, pp. 79–117.
- Il Mediterraneo prima e dopo l’apertura del canale di Suez (1869), “Il Mediterraneo quale elemento del potere marittimo (Atti Convegno Venezia 16-18 settembre 1996)”, Roma, Commissione Italiana di Storia Militare- Ufficio Storico della Marina Militare, 1998, pp. 27–37.
- Malta perno del contrasto in Mediterraneo durante il secondo conflitto mondiale, “BAM”, XIII, marzo 1999, pp. 9–27.
- Il politico e l’uomo, Atti del Convegno su Benedetto Brin (1838-1898), Supplemento “BAM”, XIII, marzo 1999, pp. 166–70.
- La Marina militare e la politica estera dall’Unità d’Italia alla prima guerra mondiale, Marina militare e politica estera (giornata di studio dell’IGM), Livorno, Centro Studi IGM, 1999, pp. 13–23.
- Frammenti di politica navale francese, RM, CXXXII, ottobre 1999, pp. 97–108.
- Gli avvenimenti siciliani del 1848 nella stampa quotidiana di Roma, Archivio storico siciliano, Serie IV, vol. XXV, 1999, pp. 335–58.
- L’idea di potere marittimo nel 1848, Adriatico 1848. Ricerca e significato della contrapposizione marittima, Roma, Commissione italiana di storia militare", 1999, pp. 17– 22.
- Kairòs contro kairòs, RM, CXXXIV, febbraio 2001, pp. 87–98.
- Dalle guerre nazionali agli interventi multinazionali, II Convegno Nazionale di Storia Militare, Roma, Commissione Italiana di Storia Militare, 2001, pp. 125–33.
- Il dovere e la memoria. Ricordo di Inigo Campioni, Ammiraglio di Squadra della Regia Marina Italiana, Supplemento RM, CXXXIV, maggio 2001, pp. 7–32.
- L’incrociatore “Dogali” sul Rio delle Amazzoni, “BAM”, XV, dicembre 2001, pp. 11–52.
- Le rotte che cambiarono il mondo, RM, CXXVII, 1994, gennaio pp. 69–83 e febbraio pp. 97– 115.
- La sicurezza nel Mediterraneo, Istituto Studi Ricerche Informazioni Difesa, V, aprile-maggio 2002, pp. 15–20.
- Il clima politico interno, Missioni militari all’estero in tempo di pace (1944-1989), Roma, Commissione Italiana di Storia Militare, 2002, p. 13-26.
- La nascita della Regia Marina, Le Forze Armate e la Nazione Italiana, Roma, Commissione Italiana di Storia Militare, 2003, pp. 125–33.
- Molto rumore per nulla: la paura navale del gennaio 1888, “BAM”, XVII, giugno 2003, pp. 9–104.
- La Marina nelle carte Alicicco, RM, CXXXVI, luglio 2003, pp. 83–102.
- Scendendo le scale del consenso, Forze Armate e Nazione Italiana, Atti Convegno Roma 22-24 ottobre 2003, Roma, Commissione Italiana di Storia Militare, 2004, pp. 435–49.
- Introduzione, M. Trionfi Il Generale Alberto Trionfi, Roma, ANEI, 2004, pp. 13–34.
- Vicende e voci dalla Sicilia, “BAM”, XVIII, giugno 2004, pp. 9–68.
- Il dopoguerra di Taranto, RM, CXXXVIII, aprile-maggio 2005, pp. 94–109.
- La Marine italienne de 1870 à 1900, «La Marine italienne de l’Unité à nos Jours», Paris, Commission Française d’Histoire Militaire, 2005, pp. 11–52.
- Quattro MAS sul Lago Ladoga, “BAM”, XX, marzo 2006, pp. 61–109.
- Cristoforo Colombo, RM, CXXXIX, maggio 2006, pp. 23–35.
- Il mare italiano, “Limes”, XIII, 4/2006, pp. 207–16.
- Ricordare a Barletta, RM, CXIX, luglio 2006, pp. 91–98.
- Aspetti degli scenari politici e diplomatici all’inizio del XX secolo e L’anno navale 1916, “Tsushima 1905-Jutland 1918”, Roma, Società Italiana di Storia Militare, 2006, pp. 3–8 e 141-48.
- Il marinaio e la morte, Il soldato, la guerra e il rischio di morire, a cura di N. Labanca e G. Rochat, Milano, Unicopli, 2006, pp. 71–94.
- La Marina siciliana di Garibaldi, RM, XL, luglio 2007, pp. 77–96.
- Il contrasto tra Italia e Francia alleate (1915-1918), Storia Militare, n. 167, agosto 2007, pp. 56–63.
- La medaglia d’oro Marcello Pucci Boncambi, capitano di fregata della Regia Marina, “BAM”, XXI, settembre 2007, pp. 9–68.
- Le “brochures panique”, Storia della guerra futura, a cura di G. Cerino Badone, Quaderno 2006 della Società Italiana di Storia Militare, Roma, Società Italiana di Storia Militare, 2006, pp. 5–16.
- Le biografie dei protagonisti, Atti del Convegno 7-8 novembre 2006 Lo studio della storia navale nell’Italia di oggi, a cura di M. Gemignani, Livorno, Accademia Navale, 2007. pp. 43–50.
- D’Annunzio e la Marina, l’Italia e la grande vigilia, a cura di R.H. Rainero e S.B. Galli, Milan, Franco Angeli, 2007, pp. 255–91.
- Navi e uomini di una dimenticata campagna africana, RM, CXX, ottobre 2007, pp. 107–12.
- Ripensando al passato, RM, CXX, dicembre 2007, pp. 95–106.
- Origini, trattative e aspetti della convenzione navale italo-franco-britannica del 10 maggio 1915, “BAM”, XXII, marzo 2008, pp. 11–55.
- Giovan Battista Pastene, RM, CXLI, aprile 2008, pp. 99–116.*
- Costi e finanziamento della guerra 1939-1945, RM, CXLI. Luglio 2008, pp. 105–14.
- Il salvataggio dell’esercito serbo, “BAM”, XXII, settembre 2008, pp. 9–36.
- Il finanziamento della Grande Guerra, Storia economica della guerra, a cura di C. E. Gentilucci, Quaderno 2008 della Società Italiana di Storia Militare, Roma, Società Italiana di Storia Militare, 2008, pp. 103–18.
- Il ministro Ferdinando Acton e la “querelle” sugli arsenali partenopei (1879-1883), Atti del Convegno “Napoli e la Marina dal XVI secolo ai giorni nostri” (30 maggio 2008), Supplemento “BAM”, XXII, dicembre 2008, pp. 83–96.
- Foibe e dintorni, Persona e Società, III, 17, giugno 2009, pp. 6-12.
- Le truppe francesi e britanniche in Italia (1917-1918), “La Grande Guerra nella memoria italiana”, Roma, Camera dei Deputati, 2009, pp. 105–20.
- La guerra navale del Pacifico (1879-1881), “BAM”, XXIII, giugno 2009, pp. 9–84.
- Le conseguenze dello sbarco sulla Resistenza, in Giuseppe Cordero di Montezemolo, la Resistenza, i militari, le Fosse Ardeatine: storia di un eroe italiano, Roma, Camera dei Deputati, 2009, pp. 27–34.
- La “guerra bianca”. Vita e morte sul fronte italiano, Nuova Storia Contemporanea, XIV, 1, gennaio-febbraio 2010, pp. 133-46.
- Il 1859 nel carteggio Antonelli-Sacconi, Quaderno SISM 2009, La guerra del Cinquantanove, Atti del Convegno Nazionale CISM-SISM sulla Seconda guerra di Indipendenza, Roma, Sism, 2010, pp.117-26. (ed. separata del Ministero della Difesa col titolo 150º anniversario II guerra d’Indipendenza, Roma, Commissione Italiana di Storia Militare).
- Plombières e dintorni nella corrispondenza diplomatica vaticana, Fra marsine e merletti, a cura di V.G. Cardinali, Rivoli, Neos Ediz., 2010, pp. 84-88.
- Sicilia 1943: aspetti e testimonianze, Le reazioni interne e internazionali al crollo del regime fascista in Italia 25 luglio 1943, a cura di M. Abbate e R. Mallett, Cantapupo in Sabina (Rieti), Sabinae, 2010, pp. 169-81.
- Giovan Battista Pastene (con traduzione spagnola), Istituto Italia di Cultura, Santiago del Cile, 2010, pp. 3-37. Riedizione Sism, Roma, 2012.
- Da Berlino a Berna. L’avventura del generale Efisio Marras (1943-1944), Nuova Storia Contemporanea, Xv, 1, gennaio-febbraio 2011, pp. 99-114.
- Il Trattato di Torino (24 marzo 1860). Le implicazioni militari, Quaderno SISM 2010, L’anno di Teano, Atti del Convegno Nazionale CISM-SISM su “Il Risorgimento e l’Europa”, Roma, SISM, 2011, pp. 31-40.
- La difesa di Venezia del 1849, Quaderno SISM 2011, Le Armi di San Marco, atti del convegno Sism di Venezia e Verona, 29-30 settembre 2011, Roma, Sism, 2012, pp. 261- 280.
- Il fantasma dello sbarco. I Forti di Roma e la Prima Triplice, Quaderno Sism 2012-2013 American Legacy. La Sism ricorda Raimondo Luraghi, Roma, Sism, 2013, pp. 495-516.
- Storia e politica: la Guerra al fronte (II), pp. 151-216 (come curatore del capitolo e, in particolare, autore del paragrafo La 12ª squadriglia MAS sul Lago Ladoga nel 1942, pp. 167-178), in La campagna di Russia, nel 70º anniversario dell'intervento dello CSIR: Corpo di Spedizione Italiano in Russia, a cura di A. Biagini, A. Zarcone, Edizioni Nuova Cultura, 2013.
- Le brochures panique. L’ossessione dello sbarco francese nei romanzi navali inglesi e italiani, in Future Wars. Storia della distopia militare, Quaderno SISM 2016, pp. 181-196.
- I Carabinieri internati, Rassegna dell'Arma dei Carabinieri, 2017, 1, pp. 195–210.
- Gli "eroi" dell'Arma: Salvo d'Acquisto non è solo, Rassegna dell'Arma dei Carabinieri, 2017, 3, pp. 181–194.
- Il Gruppo Intervento Speciale Carabinieri (GIS), Rassegna dell'Arma dei Carabinieri, 2018, 4, pp. 200–211.
- La Conferenza interalleata di Roma del gennaio 1917 (pp. 243–252); La crociera del Magenta in Cina e Giappone (1866) (pp. 291–300); Il passo dell’uscio. La Marina strumento di politica nel primo ventennio del Regno (pp. 301–316), in Italy on the Rimland. Storia militare di una penisola eurasiatica, t. 1: Intermarium, quaderno SISM 2019.

### Voci nel Dizionario Biografico degli Italiani
- Albini Giovanni Battista, II, 1960, pp. 7–8;
- Anguissola Amilcare, III, 1961, pp. 7–8; • Aubry Augusto, IV, 1962, pp. 570–71;
- Avallone, Carlo, IV, 1962, pp. 610–12;
- Baistrocchi Alfredo, V, 1963, pp. 302–03; • Baracca Francesco, V, 1963, pp. 769–70;
- Baratieri Oreste, V, 1963, pp. 782–85; • Bergamini Carlo, IX, 1967, pp. 76–77;
- Canevaro, Felice, XVIII, 1975, pp. 68–70
- Nicastro Gustavo
- Pastene Giovan Battista
- Persano di Pellion Carlo

La posta di Clio, Giornale di Medicina militare, 158 (2008), 1-2 (gennaio-giugno) pp. 203–08, 3 (luglio-settembre) pp. 397–402, 4 (ottobre-dicembre) pp. 629–36; 159 (2009), 1 (gennaio-aprile) pp. 117–20, 2 (maggio-agosto) pp. 249–55, 3 (settembre-dicembre) pp. 365–71.

## Premi

### Premi scientifici
- Premio della Cultura della Presidenza del Consiglio dei Ministri, Roma 1959 e 1971.
- Premio per le Scienze Storiche dell’Accademia Pontaniana, Napoli 1960.
- Premio del Centenario per monografie storiche, Palermo 1961.

### Premi giornalistici
- Cortina, 1951.
- Barga, 1952.

## Onorificenze
- Grande Ufficiale dell’Ordine al merito della Repubblica Italiana, per la preparazione e la partecipazione alla Conferenza di Bonn del Consiglio d’Europa, Roma 1976;
- Medalha do Pacificador dell’Ordine militare del duca di Caxia, per studi sulla FGEB (Fuerza Expedicionaria Brasileira) e atti rilevanti a promuovere l’amicizia italo-brasiliana, Rio de Janeiro, 1985;
- Ufficiale dell’Ordine al Merito della Repubblica Federale di Germania (Verdienstorden der Bundesrepublik Deutschland) per l’opera svolta da co-presidente italiano della Commissione storica italo-tedesca Archiviato il 7 febbraio 2022 in Internet Archive., Berlino 2013.